# Ионенко, Виктор Николаевич
Виктор Николаевич Ионенко (род. 31 октября 1970, с. Асенкритовка, Тарановский район, Кустанайская область, Казахская ССР) — казахстанский государственный деятель, аким города Рудного (с 17 апреля 2023, с 6 февраля по 17 апреля того же года — и. о.) и ряда районов Костанайской области.

## Биография
Родился 31 октября 1970 года в селе Асенкритовке Тарановского района Кустанайской области.

### Образование
В 1992 году окончил Костанайский сельскохозяйственный институт по специальности «инженер-механик».

### Трудовая деятельность
Трудовую деятельность начал в 1992 году в качестве инженера по эксплуатации машинно-тракторного парка совхоза «Николаевский» Тарановского района.
В 1993—1996 гг. — прораб, затем директор фирмы «Монтажник».
В 1996—1997 гг. — начальник Тарановского филиала АО «Кустанайсельхозстроймонтаж».
В 1997—1999 гг. — инженер по режимам ЭЛ СК филиала Тарановских районных электрических сетей, затем главный специалист технадзора Тарановского районного управления сельского хозяйства.
В 1999—2000 гг. — секретарь Тарановского районного маслихата.
В 2000—2001 гг. — заместитель директора Тарановского РЭС.
В 2001—2002 гг. — директор Тарановского РЭС ОАО «Костанайэнерго».
В 2002—2004 гг. — директор Тарановского РЭС ГКП «КЭСК».
В 2004—2009 гг. — начальник Тарановского района электрических сетей ТОО «Костанайский Энергоцентр».
В 2009—2010 гг. — начальник Костанайской горэлектросети.
В 2010—2013 гг. — аким Денисовского района Костанайской области.
С августа по октябрь 2013 года — директор ТОО «АиФ», город Костанай.
В 2013—2015 гг. — директор ТОО «КостанайСтройТехнология».
В 2015—2017 гг. — аким Мендыкаринского района Костанайской области.
В 2017—2020 гг. — аким Карасуского района Костанайской области.
В 2020—2022 гг. — заместитель акима Костанайской области.
С 6 февраля 2023 года — исполняющий обязанности акима, затем с 17 апреля того же года — аким города Рудный.
5 ноября 2023 года на первых в истории Рудного выборах акима города за Ионенко В. Н. подано 26 260 голосов и по их итогам он был избран на должность градоначальника.

## Награды
- Медаль «10 лет Конституции Республики Казахстан» (2005)[1]
- Медаль «20 лет независимости Республики Казахстан» (2011)[1]